# Роспини, Антон
Антон Роспини (? — после 1829) — российский механик.

## Биография
Обстоятельства рождения и появления в России неизвестны. По всей вероятности, принадлежал к семейству купцов, приехавших в Россию во второй половине XVIII века.. С 1812 года он работал для физического кабинета Царскосельского лицея; был упомянут Пушкиным в лицейском дневнике.
«Императорский физико-механик», как он именовал себя в объявлениях о публичных лекциях по опытной физике и химии, которые в течение 12 лет (в 1810-х — начале 1820-х годов) читались (М. Ф. Соловьёвым) в Санкт-Петербурге — в доме Католической церкви (на Екатерининском канале).
Его инструменты приобретались для многих учебных заведений: Училища правоведения, Медико-хирургической академии, Санкт-Петербургской и Киевской духовных академий, Смоленской губернской гимназии и других. В период подготовки открытия Казанского университета он был готов взять на себя изготовление инструментов для физического кабинета университета. В 1829 году принял на себя оборудование физического кабинета Главного педагогического института и до своей смерти состоял его комиссионером.
Он был известен своими превосходными оптическими инструментами и делал их в том числе и для обсерватории Дерптского университета. В Петербурге пользовались большой популярностью так называемые «оптические вечера», которые он устраивал в своём доме на Исаакиевской площади.
Энциклопедический лексикон приписывает ему «честь построения первого прибора» для проведения опытов с гремучим газом. Одним из первых изготавливал и продавал калейдоскопы в России.
Широко известно упоминание Роспини, когда за несколько дней до петербургского наводнения 7 ноября 1824 года тот увидел, что его барометры показывают такое низкое давление, какого он никогда ещё не видел.

## Комментарии
1. ↑  О представителях этого семейства было сообщено в докладе Д. Я. Северюхина: Начало петербургского художественного рынка // Россия и Франция: Культурный диалог в панораме веков. Материалы X Международного петровского конгресса. Санкт-Петербург, 9-10 июня 2017 года. — СПб.: Издательство «Европейский Дом», 2018. — С. 337—338. — ISBN 978-5-8015-0391-2.
Иоганн Баптист Роспини, родившийся в 1748 году, «австрийской нации итальянский купец, уроженец местечка Турина герцогства Майландского („sic“; правильно — Миланского)» был записан в «иностранные гости» в 1-ю гильдию 19 марта 1787 года. Его компаньоном был книготорговец Антон Францевич (Антуан Франсуа) Роспини, родившийся в 1772 году в Комо, Ломбардо-Венецианское королевство и скончавшийся в Санкт-Петербурге 19 декабря 1818 года (см. сообщение о его смерти в записке А. Н. Оленина графу А. К. Разумовскому —   РГИА. Ф. 733. Оп. 15. Д. 62. Л. 1.). Франц Роспини приехал в Россию ещё в 1767 году, а его сын, по воле отца появился в Санкт-Петербурге в 1793 году и в 1807 году принял российское подданство, а в 1812 году получил звание почётного библиотекаря Императорской публичной библиотеки (см. Шилов Л. А. Роспини Антон Францевич (Антуан Франсуа) // Сотрудники РНБ — деятели науки и культуры: Биографический словарь Архивная копия от 29 апреля 2023 на Wayback Machine). В 1779 году ещё одним представителем этого семейства — Андреем (Андрианом) Роспини, по профессии переплётчиком — в Санкт-Петербурге был открыт «эстампный кабинет». Также, в 1794 году в петербургские купцы 3-й гильдии с капиталом в 1 050 рублей был записан, родившийся в Граце, Иоганн Непомук Роспини, заявивший, что «торг желает производить книгами и эстампами».